# Брзо скијање
Брзо скијање је врста скијања које подразумева скијање низбрдо у правој линији што је брже могуће. Скијање се обавља на фиксном делу стазе док се време мери. Постоје две врсте такмичења: постављање новог рекорда у брзини или најбржа вожња на датом такмичењу. Брзина скијаша прелази преко 200 km/h.

## Историја
Брзо скијање датира из 1898. године када је забележена брзина калифорнијског скијаша Томи Тода од 140 km/h. Званични извештаји су почели 1932. године у којима се наводи брзина Леа Гасперија, од 143 km/h. То је био демонстративни спорт на Зимским олимпијским играма у Албертвилу 1992. у скијашком курсу Ле Аркс.

## Опис
Брзо скијање се практикује на стрмим, посебно осмишљеним трасама дугим један километар. Постоји око тридесет таквих траса широм света, од којих су многе на великим висинама како би се смањио отпор ваздуха. Првих 300 или 400 метара се користи за добијање брзине, највећа брзина се мери на следећих 100 метара, док се последњих 500 метара користи за успоравање и заустављање. На ФИС тркама, почетна линија се бира тако да скијаши у теорији не могу да достигну брзину већу од 200 km/h, па је такмичење усмерено на освајање одређеног догађаја, а не на обарање светских рекорда у брзини. На Про тркама нема максималне брзине, а постигнута брзина је одређена условима и сигурношћу.

## Светски рекорди
Светски рекорди су постављени 26. марта 2016. године на планини Варс у Француској:
- Жене: Валентина Гређио (Италија), 247,083
- Мушкарци: Иван Ориђоне (Италија), 254,958 km/h[2]